# Jacques Vallée
Jacques Fabrice Vallée (Pontoise, Valle del Oise, 24 de septiembre de 1939) es un informático teórico, matemático, escritor, ufólogo y astrónomo francés-estadounidense que reside actualmente en San Francisco, California.
En la ciencia convencional, Vallée desarrolló conjuntamente la primera cartografía computarizada de Marte para la NASA y trabajó en la SRI International en el centro de información de red de ARPANET, un precursor del moderno internet. Vallée es también una importante figura en el estudio de los ovnis (objetos voladores no identificados), defensor inicial de la legitimidad científica de la hipótesis extraterrestre, terminó promoviendo posteriormente la hipótesis interdimensional.

## Primeros años
Vallée nació en 1939 en Pontoise (Francia). Recibió su licenciatura en matemáticas de la Sorbona, seguido de su máster en astrofísica de la universidad de Lille Nord-de-France. Comenzó su carrera profesional como astrónomo en el Observatorio de París en 1961. Recibió el Premio Julio Verne por su primera novela de ciencia ficción en francés Le sub-espace, bajo el seudónimo de Jérôme Sériel.

## Carrera
Se trasladó a los Estados Unidos en 1962 y comenzó a trabajar como astrónomo en la Universidad de Texas en Austin, participando en su Observatorio McDonald para el primer proyecto de la NASA de un mapa informatizado detallado de Marte.

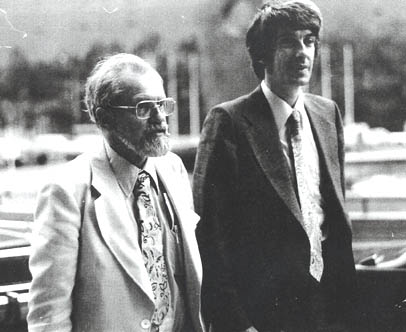
Vallée junto a J. Allen Hynek.

En 1967, Vallée recibió un doctorado en ciencias de la computación de la Universidad del Noroeste. Mientras, en el Instituto para el Futuro, entre 1972 y 1976, fue un investigador principal en el amplio proyecto de la Fundación Nacional para la Ciencia (NSF) para la red de computadoras, que desarrolló uno de los primeros sistemas de conferencia, Planning Network (PLANET), en Arpanet, muchos años antes de que se creara internet.
Sirvió también en el comité asesor nacional del Colegio de Ingeniería de la Universidad de Míchigan y participó en trabajos tempranos sobre inteligencia artificial.
Vallée ha sido autor de cuatro libros de alta tecnología, entre ellos Computer message systems, Electronic meetings, The network revolution y The heart of the internet.
Junto con su mentor, el astrónomo J. Allen Hynek (1910-1986), Vallée estudió el fenómeno ovni durante muchos años, y sirvió de modelo en la vida real para el personaje interpretado por François Truffaut en la película de Steven Spielberg Encuentros en la tercera fase.

## Investigación ovni y trabajo académico
En mayo de 1955, Vallée avistó por primera vez un ovni sobre su casa de Pontoise. Seis años después, en 1961, mientras trabajaba en el personal del Centro Nacional de Estudios Espaciales de Francia, Vallée afirmó haber sido testigo de la destrucción de las cintas de seguimiento de un objeto desconocido orbitando la Tierra. El objeto en particular fue un satélite retrógrado, es decir, un satélite que orbitaba la Tierra en dirección opuesta a la rotación de la Tierra. En el momento en que observó esto, no había cohetes lo suficientemente poderosos como para lanzar un satélite de este tipo, por lo que el equipo estaba muy emocionado, ya que asumieron que la gravedad de la Tierra había capturado un satélite natural (asteroide). Afirma que un superior sin nombre vino y borró la cinta. Estos acontecimientos contribuyeron al interés de Vallée por el fenómeno ovni.
A mediados de los años sesenta, al igual que muchos otros investigadores de ovnis, Vallée intentó validar inicialmente la popular hipótesis extraterrestre (ETH). El investigador ovni Jerome Clark sostiene que los dos primeros libros de ovnis de Vallée estaban entre las más científicamente sofisticadas defensas de la ETH jamás planteadas.
Sin embargo, en 1969 las conclusiones de Vallée habían cambiado, y declaró públicamente que la ETH era demasiado estrecha e ignoraba demasiados datos. Vallée empezó a explorar los puntos en común entre ovnis, cultos, movimientos religiosos, demonios, ángeles, fantasmas, avistamientos de críptidos y fenómenos psíquicos. Las especulaciones acerca de estos potenciales vínculos se detallaron por primera vez en el tercer libro de ovnis de Vallée, Passport to Magonia: From Folklore to Flying Saucers (Pasaporte a Magonia. Del folclore a los platillos volantes).
Como alternativa a la hipótesis de la visita extraterrestre, Vallée ha sugerido una hipótesis de visita multidimensional. Esta hipótesis representa una extensión de la ETH donde los presuntos extraterrestres podrían ser potencialmente de cualquier lugar. Las entidades podrían ser multidimensionales más allá del espacio-tiempo, y por lo tanto podrían coexistir con los seres humanos, pero permanecen sin ser detectadas.
La oposición de Vallée a la popular ETH no fue bien recibida por ufólogos estadounidenses prominentes, por lo que fue visto como algo de un paria. De hecho, Vallée se refiere a sí mismo como un «hereje entre herejes».
La oposición de Vallée a la teoría de la ETH se resume en su artículo «Cinco argumentos en contra del origen extraterrestre de los objetos voladores no identificados» (publicado en la revista Journal of Scientific Exploration, 1990:

La opinión científica ha seguido generalmente a la opinión pública en la creencia de que los objetos voladores no identificados o no existen (la «hipótesis de los fenómenos naturales») o, si lo hacen, deben representar la evidencia de una visita de alguna raza avanzada de viajeros espaciales (la hipótesis extraterrestre o ETH). Es la opinión del autor que la investigación sobre ovnis no necesita ser restringida a estas dos alternativas. Por el contrario, la base de datos acumulada muestra varios patrones que tienden a indicar que los ovnis son reales, representan un fenómeno previamente desconocido y que los hechos no apoyan el concepto común de «visitantes espaciales». Cinco argumentos específicos articulados aquí contradicen a la ETH:
1. los encuentros cercanos inexplicados son mucho más numerosos que los requeridos para cualquier estudio físico de la Tierra;
2. no es probable que la estructura del cuerpo humanoide de los supuestos «alienígenas» se haya originado en otro planeta y no está biológicamente adaptado al viaje espacial;
3. el comportamiento reportado en miles de informes de abducción contradice la hipótesis de la experimentación genética o científica en seres humanos por una raza avanzada;
4. la extensión del fenómeno a través de la historia humana registrada demuestra que los ovnis no son un fenómeno contemporáneo; y
5. la aparente capacidad de los ovnis para manipular el espacio y el tiempo sugiere alternativas radicalmente diferentes y más ricas.

Vallée ha contribuido a la investigación del milagro de Fátima y las apariciones marianas. Su trabajo se ha utilizado para apoyar la hipótesis ovni de Fátima. Vallée es una de las primeras personas en especular públicamente sobre la posibilidad de que la «danza solar» en Fátima fuese un ovni. La idea de los ovnis no era desconocida en 1917, pero la mayoría de las personas que asistían a las apariciones de Fátima no habrían atribuido los fenómenos allí reivindicados a los ovnis, y mucho menos a los extraterrestres. Vallée también ha especulado sobre la posibilidad de que otras apariciones religiosas pudieran haber sido el resultado de la actividad ovni, incluyendo a Nuestra Señora de Lourdes y las revelaciones a Joseph Smith. Vallée y otros investigadores han abogado por un mayor estudio de fenómenos inusuales en la comunidad académica. No creen que esto debe ser manejado solamente por teólogos.

## Interpretación de la evidencia ovni

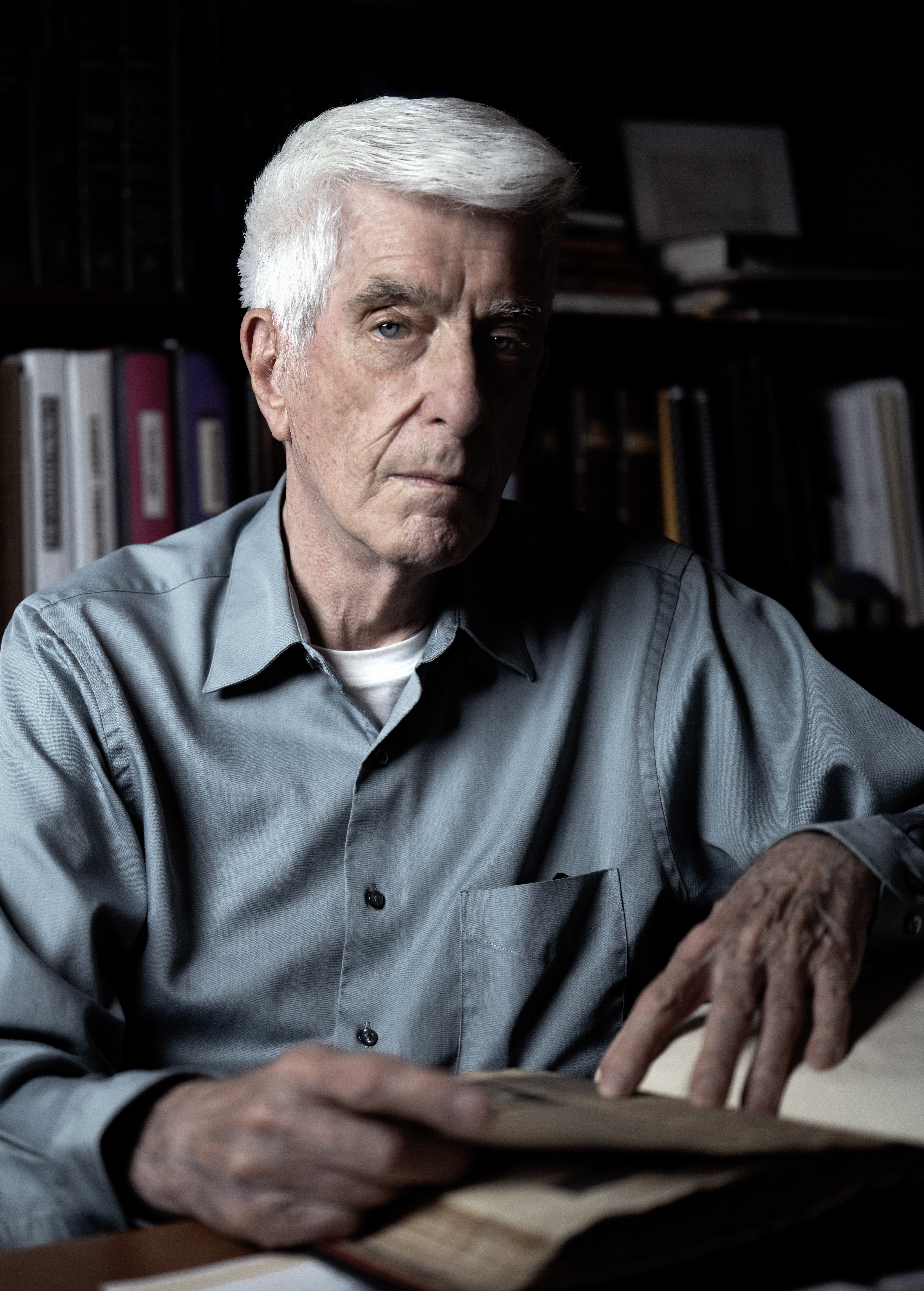
Vallée en su casa, diciembre 2024

Vallée propone que existe un genuino fenómeno ovni, en parte asociado con una forma de conciencia no humana que manipula el espacio y el tiempo. El fenómeno ha estado activo a lo largo de la historia humana, y parece disfrazarse de diversas formas en diferentes culturas. En su opinión, la inteligencia detrás del fenómeno intenta la manipulación social mediante el uso de engaño en los seres humanos con los que interactúan.
Vallée también propone que un aspecto secundario del fenómeno ovni implica la manipulación humana por los seres humanos. Los testigos del fenómeno ovni sufren un espectáculo manipulador y escenificado, destinado a alterar su sistema de creencias y, eventualmente, influir en la sociedad humana al sugerir una intervención alienígena desde el espacio exterior. La motivación final de este engaño es probablemente un cambio mayor proyectado de la sociedad humana, la ruptura de viejos sistemas de creencias y la implementación de nuevos. Vallée afirma que las pruebas, si se analizan cuidadosamente, sugieren un plan subyacente para el engaño de la humanidad por medio de métodos desconocidos y altamente avanzados. Vallée afirma que es altamente improbable que los gobiernos oculten evidencia alienígena, como sugiere el mito popular. Más bien, es mucho más probable que eso sea exactamente lo que los manipuladores quieren que creamos. Vallée siente que el asunto entero de los ovnis está desconcertado por los charlatanes y la ciencia ficción. Él aboga por una participación más fuerte y más seria de la ciencia en la investigación y el debate ovni.
Solo esto puede revelar la verdadera naturaleza del fenómeno ovni.

## En la cultura popular

### Aparición en cine
- En 1979, Robert Emenegger y Alan Sandler actualizaron su documental de 1974 UFOs, Past, Present and Future con un nuevo metraje de 1979 narrado por Jacques Vallée. La versión actualizada se tituló UFOs: It Has Begun.

- En la película Encuentros en la tercera fase de Steven Spielberg Vallée sirvió de modelo para Lacombe (el personaje investigador francés, interpretado por François Truffaut).[11][12] Jacques Vallée trató de interesar a Spielberg en una explicación alternativa para el fenómeno ovni. En una entrevista en Conspire.com, Vallée dijo:

Argumenté con él en que el tema era incluso más interesante si no fuesen extraterrestres. Si fuese real, físico, pero no extraterrestre. A lo que respondió: «Probablemente tengas razón, pero eso no es lo que el público está esperando: esto es Hollywood y quiero darle a la gente algo que esté cerca de lo que ellos esperan».

### Filmografía
- UFOs: it has begun (1979)
- Testigo de otro mundo (2018)[14]
- The Phenomenon (2020)

### The X-Files
El episodio 20 de la temporada 3 de X-Files, "Jose Chung's From Outer Space", que se emitió el 12 de abril de 1996, tenía falsos pilotos alienígenas, uno llamado «Jacques Sheaffer» y el otro «Robert Vallee». Según Robert Sheaffer, se trató de una broma del creador de Expediente X Chris Carter con el fin de nombrar a los personajes por Vallée y Sheaffer. Además, Sheaffer afirmó que «el policía militar que más tarde les arrestó (a los personajes) fue el sargento Hynek», una referencia al ufólogo J. Allen Hynek.

## Vida personal
Vallée estuvo casado con Janine Saley hasta su muerte en 2010. Tuvieron dos hijos.

## Publicaciones

### Finanzas
- Vallée, Jacques (enero de 2001). The Four Elements of Financial Alchemy: A New Formula for Personal Prosperity (Primera edición). Ten Speed Press. p. 195 pp. ISBN 1-58008-218-1.

### Novelas
- Vallée, Jacques; Tormé, Tracy (junio de 1996). Fastwalker. Berkeley (California), U.S.A.: Publ. Frog Ltd. p. 220 pp. ISBN 1-883319-43-9.
- Vallée, Jacques (enero de 2006). Stratagème (en francés). p. 256 pp. ISBN 2-84187-777-9.
- Vallée, Jacques (julio de 2007). Stratagem. p. 220 pp. ISBN 978-0-615-15642-2.

Jacques Vallée ha escrito también cuatro novelas de ciencia ficción, las dos primeras bajo el seudónimo de Jérôme Sériel:
- 1961: Le sub-espace [Sub-space]
- 1963: Le satellite sombre [The dark satellite]
- 1986: Alintel (como Jacques Vallée) (proporcionó la base parcial para Fastwalker)
- 1986: La mémoire de Markov (como Jacques Vallée).

### Libros técnicos
- Computer Message Systems. New York: McGraw-Hill (Data Communications Book Series). Agosto de 1984. p. 163 pp. ISBN 0-07-051031-8.
- Johansen, Robert; Valles, Jacques; Spangler, Kathi (julio de 1979). Electronic Meetings: Technical Alternatives. Addison-Wesley Series on Decision Support (Primera edición). Addison-Wesley Publ. Co., Inc. p. 244 pp. ISBN 0-201-03478-6.
- The Network Revolution: Confessions of a Computer Scientist. Berkeley, Calif.: And/Or Press. 1982. p. 213 pp. ISBN 0-14-007117-2.
- The Heart of the Internet: An Insider's View of the Origin and Promise of the On-line Revolution. Charlottesville, VA: Hampton Roads Pub. Co. (2003). ISBN 978-1571743695.

### Trabajos de investigación
- Five Arguments Against the Extraterrestrial Origin of Unidentified Flying Objects – Jacques Vallée, Ph.D.
- Estimates of Optical Power Output in Six Cases of Unexplained Aerial Objects with Defined – Jacques Vallée, Ph.D.
- Physical Analyses in Ten Cases of Unexplained Aerial Objects with Material Samples – Jacques Vallée, Ph.D.
- Report from the Field: Scientific Issues in the UFO Phenomenon – Jacques Vallée, Ph.D.
- «Crop circles: “signs” from above or human artifacts?» – Jacques Vallée, Ph.D.
- Are UFO Events related to Sidereal Time – Arguments against a proposed correlation – Jacques Vallée, Ph.D.

### Ufología
- Anatomy of a Phenomenon: Unidentified Objects in Space – a Scientific Appraisal (Primera edición). NTC/Contemporary Publishing. Enero de 1965. ISBN 0-8092-9888-0.
  - Reedición: UFO's In Space: Anatomy of A Phenomenon. Ballantine Books. Abril de 1987. ISBN 0-345-34437-5.
- Challenge to Science: The UFO Enigma – con Janine Vallée (NTC/Contemporary Publishing, 1966)
- Passport to Magonia: From Folklore to Flying Saucers. (Edición en español Pasaporte a Magonia). Chicago, IL, U.S.A.: Publ. Henry Regnery Co. 1969.
- The Invisible College: What a Group of Scientists Has Discovered About UFO Influences on the Human Race (Primera edición). Dutton. 1975.
- The Edge of Reality: A Progress Report on Unidentified Flying Objects – Jacques Vallée y Dr. J. Allen Hynek (Quality Books, 1975)
- Messengers of Deception: UFO Contacts and Cults. (Edición en español Emisarios del engaño). And/Or Press. Junio de 1979. ISBN 0-915904-38-1.
- Dimensions: A Casebook of Alien Contact. (Edición en español Dimensiones) (Primera edición). Contemporary Books. Abril de 1988. ISBN 0-8092-4586-8.[18]
- Confrontations – A Scientist's Search for Alien Contact. (Edición en español Confrontaciones). Ballantine Books. Marzo de 1990. ISBN 0-345-36453-8.
- Revelations: Alien Contact and Human Deception. (Edición en español Revelaciones) (Primera edición). Ballantine Books. Septiembre de 1991. ISBN 0-345-37172-0.
- UFO Chronicles of the Soviet Union: A Cosmic Samizdat (Ballantine Books, 1992)
- Wonders in the Sky: Unexplained Aerial Objects from Antiquity to Modern Times (paperback edición). Tarcher. 2010. ISBN 1-58542-820-5.
- TRINITY: The Best Kept Secret: Groundbreaking Research Reveals A New UFO History (Partners Press, 2021)
- Forbidden Science: The Journals of Jacques Vallee. 1992-2025.

1. Volume 1: 1957-1969. North Atlantic Books. 1992. ISBN 0615187242.
2. Volume 2: California Hermetica, 1970-1979. San Francisco: Documatica Research. 2009. ISBN 0578032317.
3. Volume 3: On the Trail of Hidden Truths, 1980-1989. Autopublicación con Lulu Press. 2016.
4. Volume 4: The Spring Hill Chronicles, 1990-1999. Autopublicación con Lulu Press. 2019.
5. Volume 5: Pacific Heights, 2000-2009. Anomalist Books. 2023.
6. Volume 6: Scattered Castles, 2010-2019. Anomalist Books. 2025.

## Edición en castellano
- Trilogía del contacto extraterrestre. Obra completa en tres volúmenes. Alicante: Editorial Reediciones Anómalas. 2020-2022.

1. Dimensiones. 2020. ISBN 9788409244201.
2. Confrontaciones. 2021. ISBN 978-84-09-33315-8.
3. Revelaciones. 2022. ISBN 978-84-09-43349-0.

- VV.AA. (2022). Hay otros mundos, pero están en este. Edición ampliada. Ediciones Cydonia. ISBN 978-84-124630-0-2.
- Pasaporte a Magonia. Traducción Antonio Ribera, ilustración Óscar Bometón. Editorial Reediciones Anómalas. 2021. ISBN 978-84-09-28465-8.
- Emisarios del engaño. Contactos y sectas ovni. Traducción María Vega, ilustración Óscar Bometón. Editorial Reediciones Anómalas. 2018. ISBN 978-84-090-0123-1.
- Crónica de otros mundos. Prólogo de Whitley Strieber. Susaeta/Tikal. 1998. ISBN 9788430585953.
- Pasaporte a Magonia. Traducción Antonio Ribera. Plaza & Janés. 1972 (Cartoné), 1976 (Bolsillo). ISBN 978-84-01-31018-8 / ISBN 978-84-01-47027-1.